# Teatro Trianón
El teatro Trianón, proyectado por el arquitecto Javier Sanz en 1946, fue uno de los teatros de León. Tuvo incoado expediente de Bien de Interés Cultural del 24 de noviembre de 1986 al 18 de agosto de 2016, finalmente archivado. 

## Historia
Concebido desde un principio como teatro y sala de proyecciones cinematográficas, en 1989 se convirtió en una discoteca. Tras el cierre de ésta, y dado el auge de los espacios de ocio infantil bajo techo, en 1996 el Trianón se convirtió en el "Indiana Bill" de León, que clausuró en 2005. Desde entonces el Trianón ha permanecido sin uso. Sin embargo, en estos últimos años se han dado importantes pasos destinados a su puesta en valor, en especial la modificación realizada en el Plan General de Ordenación Urbana (junto con otros edificios de León) que amplió los usos admitidos en la parcela (antes limitados exclusivamente a sociocultural, y que ahora se extienden también a deportivo, hotelero, comercial, hostelero o una combinación de todos ellos).

## Características
El edificio es un clásico exponente de arquitectura situacionista del Ensanche de León. Situado en la esquina de la calle Ramón y Cajal, 23 y la calle La Torre, enfrente de la torre de la Colegiata de San Isidoro, lo que condicionó su diseño resolviéndose el acceso mediante una entrada principal en la propia esquina. La sala estaba proyectada para 1.250 espectadores, con un anfiteatro al que se accedía por una escalera a la imperial, ubicada en el vértice en el que se produce el acceso. La cubierta se resolvió con cerchas metálicas y tenía una cúpula decorada con frescos y unas vidrieras en el hall.
En la rehabilitación realizada en los años 1986 a 1989 para su reconversión a discoteca se realizaron movimientos de tierras, aumentando la superficie de los sótanos y aprovechando para reforzar la cimentación.  